# Fès el-Bali
Fès el-Bali är en stadsdel i Fès i Marocko. Fès el-Bali ligger 237 meter över havet och antalet invånare är 156 000.